# Benevidesia
Benevidesia es un género con dos especies de plantas con flores pertenecientes a la familia Melastomataceae. Es originario de Brasil.

## Taxonomía
El género fue descrito por Saldanha & Cogn. y publicado en Bulletin de la Société Botanique de Belgique 26(2): 153, en el año 1887.

## Especies
- Benevidesia magdalenensis
- Benevidesia organensis